# デンセンマン
デンセンマン（電線マン）は、1970年代にNET（現・テレビ朝日）系列で放送されていたバラエティ番組『みごろ!たべごろ!笑いごろ!』ならびにその派生番組に登場したキャラクター。スーツアクターは森昌行と秋山武史。声は堀勝之祐が担当。

## 概要
ニューギニアの火力発電所から100万ボルトの送電線にのって日本にやって来た。全身白と黒の横縞模様で、表が黄色、裏地が赤いマント（雀が3羽留まっている）を身に着けており、側頭部には耳の代わりにがいしとおぼしきパーツ2個を載せた突起が2対ずつ飛び出している。番組内のコーナー「キャンディーズの作法教室」に、伊東四朗扮する「ベンジャミン伊東」（初回は「ジャック伊東」）と、小松政夫扮する「小松与太八左衛門」（こまつよたはちざえもん）率いる電線軍団（清水アキラ、アパッチけん、アゴ&キンゾーらで構成されたザ・ハンダースら）とともに乱入するというスタイルで現れ、電線音頭（後述）を踊って立ち去る。「乱入」の体裁をとってはいるが、作法教室は単なる前フリである。デンセンマンと小松はベンジャミン率いる「電線軍団」の一員という設定だが、具体的にいかなる目的で結成されたのかはまったくの謎。デンセンマンは後に単独コーナーに昇格し、スタジオを飛び出して各地でロケを行う「全国縦断編」などが行われた。
デンセンマンの登場後、『みごろ!-』の視聴率は20%にまで上昇した。
人気が上昇してくると、「山寺の和尚さん」の替え歌である「ピッカリピンピン」という曲が、コーナー「ピンピンピン体操」で披露された。
キャラクターデザインは漫画家の石ノ森章太郎である。同じく石ノ森が手がけた『超神ビビューン』のマスク型を流用しているため、本来デザインにはない凹モールドが顔の中央に入っている。ただし、土台のマスクを提供したのみで、エキス・プロダクションが造形担当したわけではない。衣装はNETの美術部によるもの。
また、『みごろ!たべごろ!ナントカカントカ』で登場した平成版はまったくの新規造形である。放送開始が急遽決定したため新規のデザイン画は起こされず、オリジナルを基にしているが、初期は布製マスクの着ぐるみが使用されていた（ボディーやマントも異なる）。

## 電線音頭
元は『みごろ!-』の3つ前の番組『ドカンと一発60分!』内で歌われていたもの。考案者は司会を務め、電線音頭も歌っていた桂三枝（現・六代目桂文枝）といわれている。テレビ朝日広報課によると、電線音頭の登場後『ドカンと-』の視聴率は7%から13%に上昇した。好評だったため、後番組の『みごろ!-』に引き継がれたという経緯がある。電線音頭は『ドカンと-』の段階で既に「桂三枝の電線音頭」としてレコード化されていたが、売り上げは芳しくなかった。しかし伊東、小松らにより歌詞と曲調が子供向けにアレンジされた「デンセンマンの電線音頭」として新たに収録された2作目のLPは空前のヒットとなる（ちなみに伊東と小松は「ドカンと-」とのレギュラーでもあった）。なお、歌詞中に出てくる「それを猟師が鉄砲で撃ってさ 煮てさ 焼いてさ 食ってさ」とのフレーズは熊本の手鞠歌「あんたがたどこさ」の一節である。
- 『デンセンマンの電線音頭』
  - 作詞：田村隆／作曲：不詳／編曲：東海林修

なお桂三枝（現・六代目桂文枝）は、『みごろ!-』の初期にゲストで登場し、久し振りに電線音頭を披露した。
電線音頭はあまりにも好評となり、同局で放送中の『ジャッカー電撃隊』第30話「死を呼ぶ暗号!猛毒コブラツイスト」では、ビッグワンこと番場壮吉（宮内洋）が変装した蛇使いの笛の音によって、クライム侵略ロボット・コブラ大神官が電線音頭を踊り出すというシーンが登場している。ただし歌詞は、「チュチュンがチュン…」が「コ〜ブラ、コ〜ブラ、わしゃコブラ〜」、「雀が3羽止まってる」の部分が「コブラが3匹止まってる」とそれぞれ替えられている。
2015年には番組のプロデューサーを務めた前原雅勝が社長を務める制作会社「ザ・ワークス」がYouTube上に「2015年バージョン」をアップしている。歌唱者などは不詳。
2017年には、小松の自伝『のぼせもんやけん』を原作としたテレビドラマ『植木等とのぼせもん』（NHK総合）第7話において、淀川長治に扮した小松の語りに植木徹誠役の伊東が乱入するという形で電線音頭の冒頭部分が披露されている。

## レコード・CD
- デンセンマンの電線音頭（1976年12月、ワーナー・パイオニア/L-57W）
- デンセンマン ありがとう（1977年8月、ワーナー・パイオニア/L-5074W）
- デンセンマン ありがとう デラックス・エディション（2014年10月29日、SOLID RECORDS/CDSOL-1608）
- デンセンマン ありがとう デラックス・エディション（2018年7月4日、SOLID RECORDS ULTRA-VYBE presents 名盤1000円シリーズ/UVPR-10055）

## 登場番組
- みごろ!たべごろ!笑いごろ!
- みごろ!ゴロゴロ!大放送!!
- みごろ!たべごろ!ナントカカントカ（→みごろ!たべごろ!デンセンマン、ただし途中打ち切り）
- ゲスト出演
  - フジテレビ『オレたちひょうきん族』の人気コーナー「THE TAKECHAN MAN」にゲスト出演し、タケちゃんマンとの共演を果たした。声もオリジナルの演者が担当しており、バラエティヒーローの先輩として心構えを諭すというギャグ抜きの演出がなされていた。
  - 当時テレビ朝日で不定期に放送された、玉置宏司会の子供視聴者参加型歌合戦番組『ちびっこものまね紅白歌合戦』中盤の「応援コーナー」で、子供が扮した「電線軍団」と共に登場した事が有った。
  - 1992年12月31日放送の『第43回NHK紅白歌合戦』で、紅組司会・石田ひかりが主演している『連続テレビ小説 ひらり』から深川銀次（石倉三郎）と「梅若部屋の力士」が応援に登場、力士たちが「何か応援やろうよ」「『電線音頭』なんかどうだろう」「でも親方がいないからだめだよ」と言い合っていると、梅若親方役の伊東四朗がベンジャミン伊東に扮して登場し、「電線音頭」を歌い踊る[8]。するとデンセンマンも登場して歌い踊った。デンセンマンはこれで2つの「紅白歌合戦」にゲスト出演となった。なお同番組では三枝も応援ゲストとして出演したが、共演はしなかった。

## 他メディアへの派生
マンガ
番組放送当時、『てれびくん』（小学館）のおだ辰夫版と『冒険王』（秋田書店）の北見けんいち版があり、冒険王版のみの設定ではデンセンマンがセリフの語尾に「○○でアース」とつけていた。
アトラクションショー
デンセンマン着ぐるみに加え、ベンジャミン伊東的な衣装がパッケージされていた。また、オリジナルサイン色紙も製作された。
パチンコ
CRデンセンマン（ニューギン）
フィギュア・玩具 メディコム・トイ
しらけどりハンドパペット&デンセンマンミニソフビ
RAH（リアルアクションヒーローズ） デンセンマン
キューブリック デンセンマン3体セット
プロレス
大阪プロレスにおいて、トルトゥガーがギミックで覆面レスラー「デンセンマン」に変身する。